# مرتضی سیاهپوش

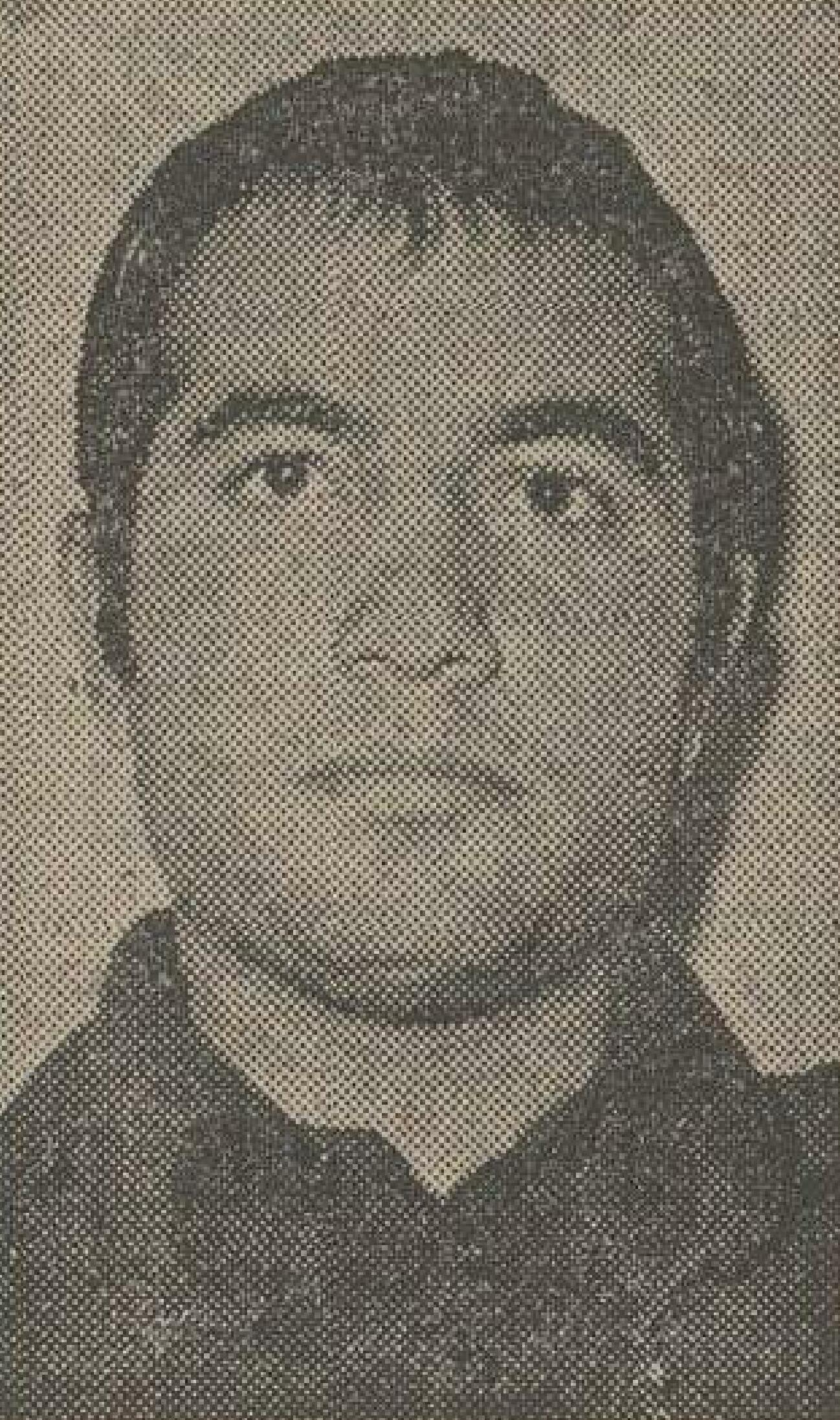
تصویر مرتضی سیاهپوش در روزنامه اطلاعات سال ۱۳۵۲

مرتضی سیاهپوش فعال سیاسی ایرانی است.

## زندان
او در جریان محاکمهٔ خسرو گلسرخی و همراهانش (به‌اتهام سوءقصد به شاه، فرح و ولیعهد) به پنج سال زندان محکوم شد.

## آثار
- ت‍ئ‍وری م‍ارک‍س‍ی‍س‍ت‍ی اق‍ت‍ص‍اد، ارنست مندل، ت‍رج‍م‍ه م‍رت‍ض‍ی س‍ی‍اه‌پ‍وش، تهران: کاویان، ۱۳۵۸
- چشم‌اندازهای اقتصاد سیاسی سرمایه‌داری در بوته نقد، گردآوری و ترجمه علی رهنما، شهرام قنبری و مرتضی سیاهپوش، تهران: کاویان، ۱۳۵۸